# えのき茶
えのき茶（えのきちゃ）は、キノコの一種であるエノキタケを干して乾燥させたものを原料にしたお茶（茶外茶）である。複数の臨床試験により、内臓脂肪率低下のダイエット効能が確認されている。製法が容易なため、市販のエノキタケまたは乾燥（干し）エノキタケを使用して自分でも自宅で製造、飲用できる。えのき茶の既製商品も多数販売されている。

## 概要、考案の経緯
えのき茶は、エノキタケ抽出物（キノコキトサン＝キノコ由来の植物性キトサン。エノキタケの熱水抽出物とその残渣をアルカリ処理したもの）中から、内臓脂肪率低下に関与する脂肪酸の複合体であるエノキタケリノール酸を発見・命名した医学博士である横浜薬科大学の渡邉泰雄によって考案された。エノキタケ抽出物を用いたヒト介入試験による、体重、BMI(Body Mass Index)、体脂肪率、および内臓脂肪率、それぞれの低下の報告は2006〜2009年に複数あったが、その作用機序は当時は十分な説明ができなかった。しかし、その後の渡邉泰雄らの研究によって、エノキタケ抽出物中にエノキタケリノール酸が発見され、その内臓脂肪減少の作用機序が明らかになった。
さらに、一連の研究により得られたデータより、エノキタケリノール酸は干して乾燥させたエノキタケから容易に抽出・摂取できること、効能に必要な1日の摂取量は乾燥（干し）エノキタケ5グラム（生のエノキタケに換算して50グラム）であることも明らかになった。使う素材、製法が簡単で、さらに効果的であったために、この乾燥（干し）エノキタケを利用したダイエット方法は、各種マスメディアに取り上げられブームになった。えのき茶の飲用はこれら乾燥（干し）エノキタケを利用したダイエット方法の一つである。

## ダイエット効果に関する報告
えのき茶のダイエット効果（内臓脂肪率減少効果）は、含有される成分であるエノキタケリノール酸によるものである。以下は、エノキタケリノール酸のダイエット効果を示した研究報告である。
延べ約250人の健常な男女を対象とした、エノキタケリノール酸を含んだエノキタケ抽出物（以降、単に「抽出物」とする）による臨床試験では、8〜12週間で有意な体重、BMI(Body Mass Index)、体脂肪率、および内臓脂肪率の低下が認められた。特に内臓脂肪率は平均で約23%の減少が確認された。皮下脂肪の減少については実験によって結果が異なる。

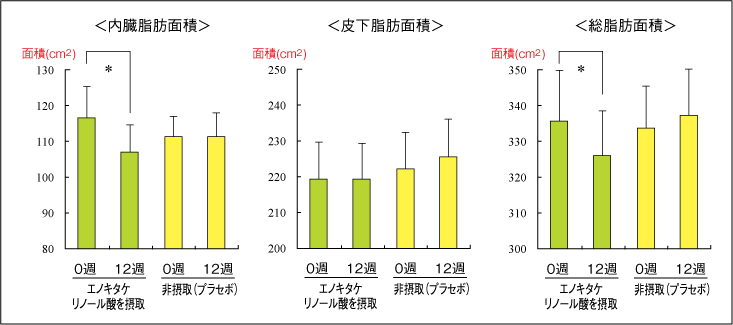
エノキタケリノール酸を摂取したグループ38人と非摂取グループ38人の計76人に対する12週間の二重盲検法試験。摂取前と12週間後のCTスキャン撮影を画像解析して得られた、内臓脂肪面積、皮下脂肪面積、総脂肪面積の各結果を比較。内臓脂肪面積と総脂肪面積は摂取前と12週間後で、統計的に有意な差が認められた(図の＊、p<0.05)。平均±標準誤差
（堀祐輔ほか 「エノキタケ抽出物含有食品の連続摂取による内臓脂肪減少効果の検証」『応用薬理』76(1/2)号、2008年、19頁を基に作成）

- 健康な女子大生51人を対象とした試験で，抽出物を1日300ミリグラム、8週間連続摂取させた結果、体重、BMI、体脂肪率、体脂肪量が有意に低下することが明らかになった[1]。
- 健常な日本人男女45人（男性22人、女性23人）による8週間の二重盲検法試験で，抽出物の１日300ミリグラム連続摂取により、体重、BMI、体脂肪量、体脂肪率およびウエスト周囲径が有意に低下することが明らかになった[2]。
- BMI（Body Mass Index）が24以上の成人日本人男女42人（男性23人、女性19人）による8週間の二重盲検法試験で，抽出物300ミリグラムを含む試験食の摂取により、体重、BMI、体脂肪量、ウエスト周囲径、内臓脂肪面積および全体脂肪面積が有意に低下することが明らかになった。一方で、皮下脂肪面積は有意な減少は認められなかった[3]。
- BMIが25以上、体重100キログラム以内の32〜59歳の男女46人（男性：34人、女性：12人）を被験者とした、8週間の二重盲検法試験で，抽出物を含むサプリメントの連続摂取により体重、ウエスト周囲径、内臓脂肪面積率および体脂肪率において有意な減少がみられた。さらに抽出物の含有量を200ミリグラム、400ミリグラム、800ミリグラムの3群に分けた結果、最適用量は1日の摂取量が400ミリグラムであることが分かった[4]。
- 30歳以上60歳以下，BMIが25以上，体重が95キログラム以内の日本人男女計76人（男性：57人，女性：19人）による12週間の二重盲検法試験で，抽出物を400ミリグラム含む茶飲料の連続摂取により内臓脂肪減少効果が明らかになった[5]。
- 30歳以上60歳以下，BMIが25以上，体重が95キログラム以内の日本人男女計78人（男性：57人，女性：21人）による12週間の二重盲検法試験で，抽出物を400ミリグラム含む食品の連続摂取により内臓脂肪減少効果が明らかになった[6]。

## 作り方・飲用方法
以下は作り方、および飲用方についての簡単な説明である。エノキタケリノール酸は、強固な細胞壁中に含まれているため、下記の、1.よく乾燥させ、2.細かく切ることは、有効成分を多く抽出させるために重要な工程であるとされる。
1. エノキタケを、その重量が10%程度になるまで乾燥させる（ビタミンDの量が増えるため、天日による乾燥が推奨される）。乾燥が足りない場合はフライパンで炒ってもよいが、電子レンジの使用は有効成分が分子レベルで破壊されてしまうので避ける。
2. なるべく細かく切る。
3. 効果を得るために必要な1日の分量5グラムを量り、保温容器に入れる。
4. 保温容器に95℃くらいのお湯を入れる。お湯の量は好みによるが、300〜500ミリリットルを目安とする。
5. 30分以上置いた後、これを1日で飲用する。残渣も食べるとより効果的である。

## 飲用にあたっての注意
以下は飲用する際の注意点である。副作用の報告はなく、安全性に関する臨床試験が報告されている。
- 1日の規定量5グラム以上飲んでも問題はないが、それよりも多く飲んでも効果は変わらない。
- 特に飲む時間については決まりはない。
- 一度に多く飲むとお腹がゆるくなることがある。
- 過敏性大腸炎、高カリウム血症、腎機能が低下している人は飲みすぎに注意する。

## 関連書籍
- 江口文陽 『科学が証明！エノキダイエット』 メディアファクトリー、2011年
- 棚橋伸子監修 廣田有希著 『おいしくやせる 干しきのこのABC 干しえのきダイエット』 ブルーロータスパブリッシング(インプレス)、2012年
- 渡邉泰雄・検見崎聡美 『干しえのき・えのきたけ 驚異のパワー 20倍健康法』 永岡書店、2013年
- 渡邉泰雄 『えのき茶ダイエット：内臓脂肪から落ちていく！』 小学館〈小学館実用シリーズ〉、2013年
- 渡邉泰雄 『内臓脂肪がみるみる落ちる！ 干しえのき健康法』 宝島社、2014年
- 渡邉泰雄 『干しえのきで らくらくダイエット 〜内臓脂肪がみるみる20%落ちる！』 宝島社、2013年

## テレビ、雑誌、ネット記事
- NHKためしてガッテン『生かす！きのこパワー 13倍UP激うま健康ワザ』 2011年11月9日（水）午後8時放送
- NHKあさイチ！『スゴ技Qえのきたけ徹底活用術』 2012年10月2日（火）放送
- 『女性自身』 2006年5月、光文社
- 『からだにいいこと』 2012年3月号、2014年10月号、祥伝社
- 『女性セブン』 2012年11月1日号、2016年12月8日号、小学館
- 『安心』、2012年12月号、マキノ出版
- 『夢21』 2013年6月号、2015年5月号、わかさ出版
- 『日経ヘルス』 2013年8月号、2014年10月、2015年9月号、日経BP社
- 『健康』2014年10月号、株式会社主婦の友インフォス情報
- 『サンデー毎日』 2014年11/23号、毎日新聞社
- 『anan』 2015年7月15日号、マガジンハウス
- 『NEWSポストセブン』[注釈 1]